# De bietenoogst

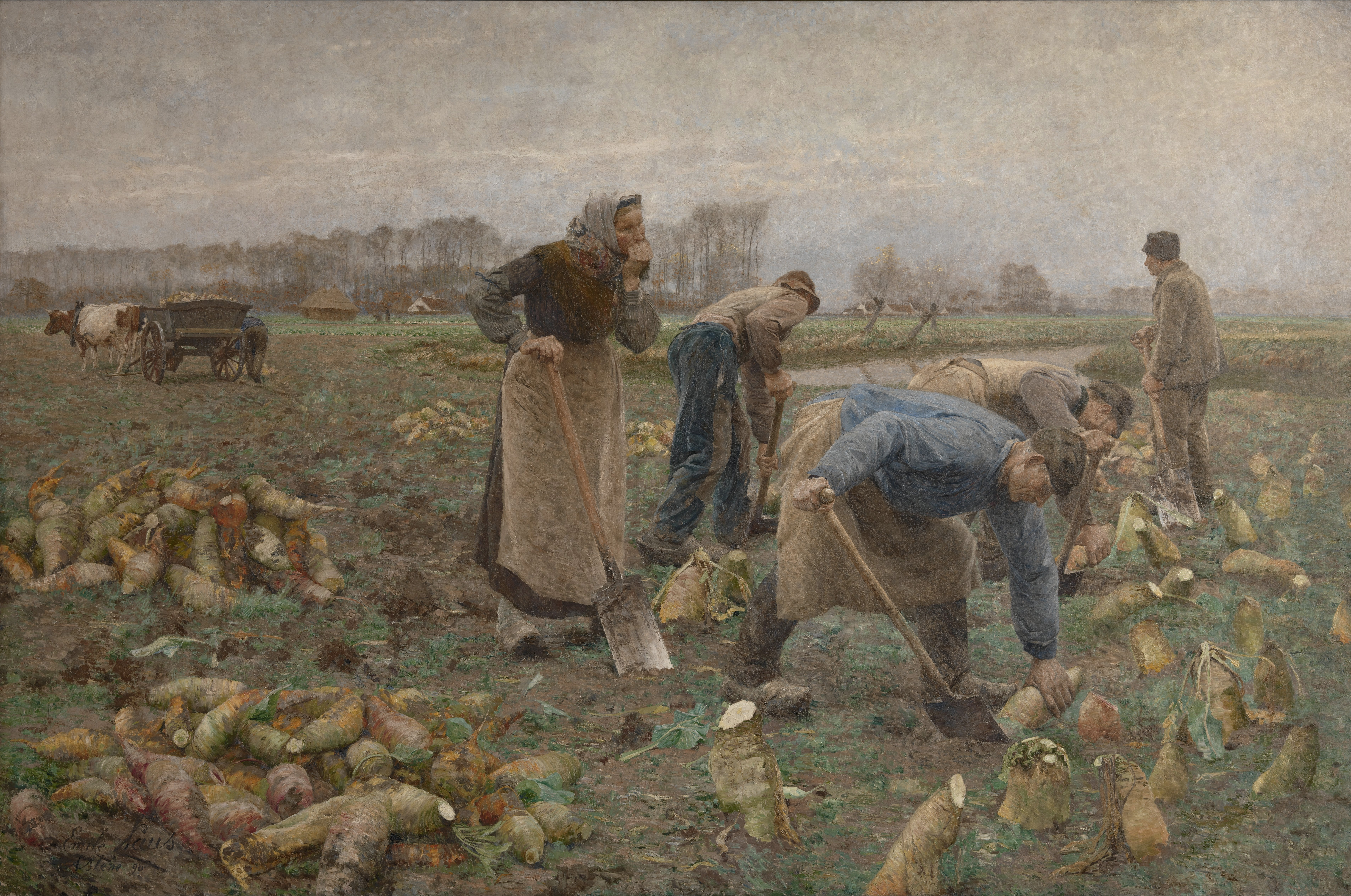
De bietenoogst

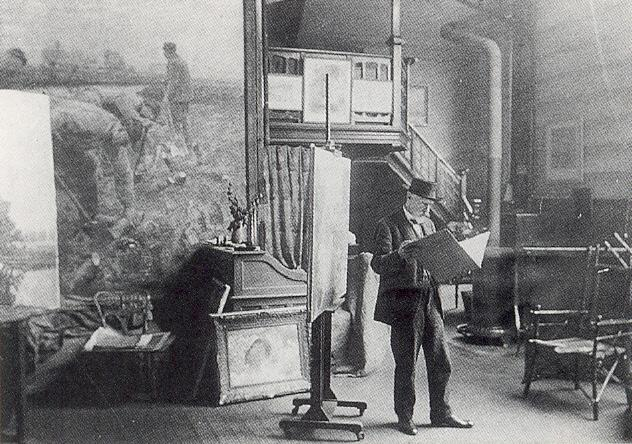
Claus in zijn atelier met De bietenoogst

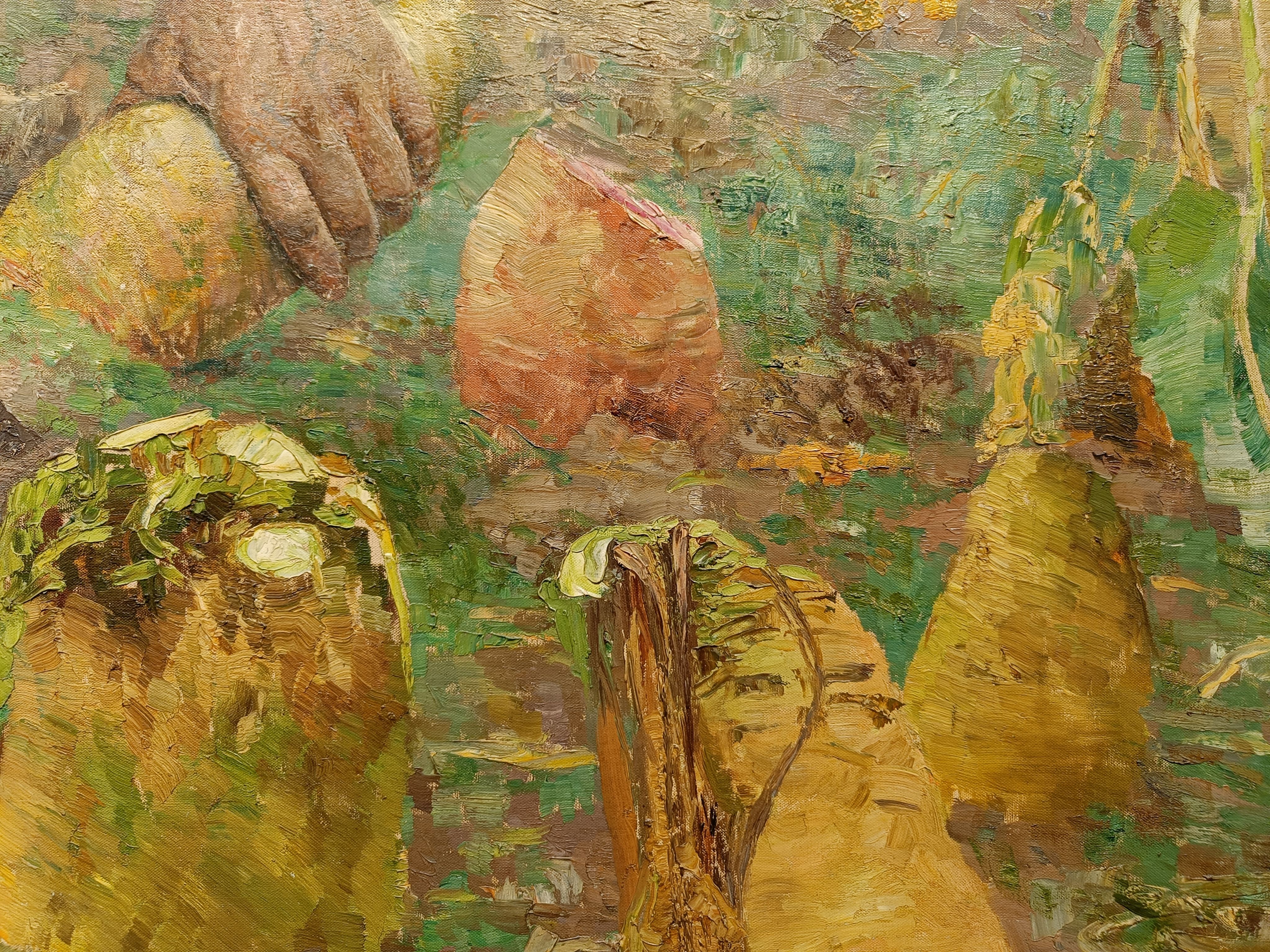
Detail met dik opgebrachte verf

De bietenoogst is een schilderij van de Belgische kunstschilder Emile Claus (1849-1924). Het enorme doek wordt bewaard in het Museum van Deinze en de Leiestreek te Deinze. Het maakt deel uit van de Vlaamse topstukkenlijst en staat ook op de lijst van de belangrijkste Belgische kunstwerken. 

## Totstandkoming
Waarschijnlijk kwam het werk tot stand in de najaarsmaanden van 1888 en van 1889, tijdens de periode van de bietenoogst. Claus hing dit enorme doek in het bietenveld op aan een staketsel. Dat noopte hem om het staketsel in een greppel te plaatsen, die hij liet graven om aan het bovenste deel van het doek te kunnen werken. Op het schilderij figureert het boerenechtpaar Henri Van Laere en Adèle Rogghe uit Astene, buren van Claus, die nooit geweten hebben dat hun arbeid geschiedenis werd. 
Het was niet ongebruikelijk voor Claus om figuranten uit Astene te laten poseren. Het afgebeelde veld ligt er nog steeds haast ongeschonden bij. De luxe-verkavelingen zijn nog niet tot hier opgerukt en de boer bewerkt nog steeds de akkers, zij het nu niet meer met de hand maar met zware landbouwmachines.

## Voorstelling
Het doek toont een bietenveld, vlak bij Claus' woonhuis aan de boord van de Leie in Astene, dat hij Villa Zonneschijn noemde. Het is een groot doek, 3,30 m bij 4,80 m, waardoor het de toeschouwer bijna vlak bij de bietenoogsters plaatst. De hoofdfiguren zijn gedetailleerd uitgewerkt, en ook de bieten en de koeienkar met drie wielen. De ochtendkoude wordt geaccentueerd door het wazige, mistige landschap. Op de voorgrond figureren Adèle en Henri. Adèle zorgt voor het meest dramatische element van het schilderij als zij haar rug recht en haar verkleumde linkerhand warm blaast. De andere boeren doen verder met het harde labeur en steken verder bieten. Opmerkelijk is dat ze dat doen met gewone spades en niet met de toen gebruikelijke bietensteek (een ca. 50 cm lange vork met twee tanden). De kar waarop de bieten worden geladen, wordt getrokken door twee koeien.

## De sociale thema's van die tijd
Elk schilderij van Claus heeft eene geschiedenis, is eene geschiedenis

schreef Karel van de Woestijne over het oeuvre van de kunstenaar. In 1890 was het schilderij afgewerkt. In dat jaar startten straatmarsen om een achturige werkdag af te dwingen en de eerste Dag van de Arbeid vond plaats. Politiek en maatschappij werden beheerd door sociale thema's. Het vaak als idyllisch voorgesteld landleven en oogst werd door Emile Claus vertaald in een beeld van de ploeterende en zwoegende landarbeider. Hij was nochtans geen oproerkraaier en een lid van de gegoede burgerklasse die pas naar de normen van toen, naar een luxueuze villa in Astene was verhuisd. De burgerij smaakte en kocht die kunst die ze op een zondagmiddag ging bewonderen. Hun bewondering stond ook in twijfel voor het landleven, voor de boerenlichamen die roken naar zweet en zich bogen over de zware grond.

## Verenigde mens en natuur
Claus was vooral een landschapsschilder, meer dan realist. In De bietenoogst zijn de boeren verbonden met het landschap rond de Leie. De schilder wilde hiermee de eenheid van mens en natuur in beeld brengen. Claus schilderde hier een van de laatste keren licht dat een sombere sfeer uitdrukt. Niet veel later ontdekt hij de zon aan de hemel en evolueert zijn stijl naar het luminisme. Toch wijst alles erop dat Emile Claus De bietenoogst heel genegen is gebleven.  Hij gaf het zelfs een koosnaam: zijn betteraven naar het Frans woord voor bieten; en het zou heel zijn leven in zijn atelier blijven hangen. Achttien jaar na zijn dood, in 1942, schonk zijn weduwe het doek definitief aan het Museum van Deinze en de Leiestreek.